# Natalscia mina
Natalscia mina là một loài chân đều trong họ Philosciidae. Loài này được Budde-Lund miêu tả khoa học năm 1885.